# JaVale McGee
JaVale McGee (* 19. ledna 1988, Flint, Michigan, USA) je profesionální americký basketbalista, hrající v týmu Dallas Mavericks v NBA.
Draftován byl Washingtonem v roce 2008 jako celkově 18. v pořadí. Známý především častými nominacemi v programu Shaqtin' A Fool.

## Kariéra v NBA
- 2008–2012	Washington Wizards
- 2012–2015	Denver Nuggets
- 2015	Philadelphia 76ers
- 2015–2016	Dallas Mavericks
- 2016-2018 Golden State Warriors
- 2018-současnost Los Angeles Lakers